# Lobesia neptunia
Lobesia neptunia es una especie de polilla del género Lobesia, tribu Olethreutini, familia Tortricidae. Fue descrita científicamente por Walsingham en 1907.

## Descripción
La envergadura es de 9–12 milímetros.

## Distribución
Se distribuye por España.